# Idaea aspelaria
Idaea aspelaria är en fjärilsart som beskrevs av Otto Staudinger. Idaea aspelaria ingår i släktet Idaea och familjen mätare. Inga underarter finns listade i Catalogue of Life.